# 葉君誠
葉君誠（英語：Ip Kwan Shing Kevin），網名為「shingshing 誠誠」或「KRAY」或「水瀨誠誠」(日语：／ Seiseirutora)，是香港的一名Youtuber，曾遭控暴動罪。

## 被控暴動
2019年8月31日，葉君誠於銅鑼灣軒尼詩道近崇光百貨被警員以「非法集結」罪名拘捕，後被香港政府控告，於2021年2月16日受審，葉選擇不自辯，法官裁定暴動罪表證成立，後於同年3月9日裁定罪名不成立。

## 軼事
2022年8月8日，與JFFT成員床哥於直播中呼籲網民對一名患有腦癌的半工讀孤兒中學生伸出援手，事件獲得晴報、Now新聞等媒體報道。